# Atlas Copco
Atlas Copco je švédská průmyslová společnost, která vyrábí a distribuuje průmyslové stroje a vybavení – kompresory, vzduchotechniku, obráběcí a stavební stroje, generátory, čerpadla, elektrické nářadí, montážní systémy apod. Společnost byla založena v roce 1873, má sídlo ve Stockholmu ve Švédsku a má celosvětový dosah přes 180 zemí. V roce 2017 dosáhla společnost Atlas Copco příjmů 86 BSEK (9 BEUR) a přibližně 43 000 zaměstnanců.

## Historie
AB Atlas a Nya AB Atlas
Aktiebolaget Atlas vznikl v roce 1873, u zrodu stáli André Oscar Wallenberg a Edvard Fränckel. Společnost vybudovala dílny v současném Atlasu ve Vasastadenu ve Stockholmu, stejně jako dílnu v Södertälje. Dílny ve Stockholmu se nacházejí hned vedle hlavní budovy a od začátku vyráběly materiály pro železnici, vozy, převody, gramofony, parní stroje, zapalovací motory, kompresory a lokomotivy, ale i děla. V roce 1876 zakoupila firmu Brynäsvarvet v Gävle.
V osmdesátých letech 19. století byl rozvoj železnice na ústupu; společnost trpěla nedostqatkem odbytu a musela se reorganizovat a přeorientovat na jiné výrobky. Nová společnost byla pojmenována Nya AB Atlas, rozšířila portfolio výrobků o lokomotivy, centrální vytápění, obráběcí nástroje a pneumatické nástroje. Počátkem 20. století se stlačený vzduch stal stále důležitějším produktem. Prvními produkty byly pneumatická kladiva a dláta. V 10.–20. letech byly přidány různé typy vrtacích strojů.
AB Diesel Motors a Atlas Diesel AB
Společnost Diesels Motors vznikla v roce 1898 z iniciativy Marcuse Wallenberga, který koupil licenci na výrobu vznětového motoru vyvinutého německým inženýrem Rudolfem Dieselem.
V roce 1898 společnost koupila dva velké pozemky v Sickle v západní části obce Nacka. Zde byla postavena továrna, ale také pracovní domy v současném Tallbackenu. První motory byly dodány v roce 1899. Výroba byla zpočátku poměrně malá, ale společnost investovala hodně do vývoje. V roce 1907 vyrobila reverzibilní vznětový motor, použitelný k pohonu lodí, vyvinutý pod vedením Jonase Hesselmana.
V roce 1917 se firma Diesel Motors spojila s Atlasem a vytvořily AB Atlas Diesel. Společnost soustředila veškerý svůj provoz do dílen v Sickle v roce 1927 a obytné budovy byly stavěny v továrně Vasastaden. Současně bylo v Sickle vybudováno několik nových budov, včetně tzv. „Letecké společnosti“. V dalších letech se podnik rozrostl.

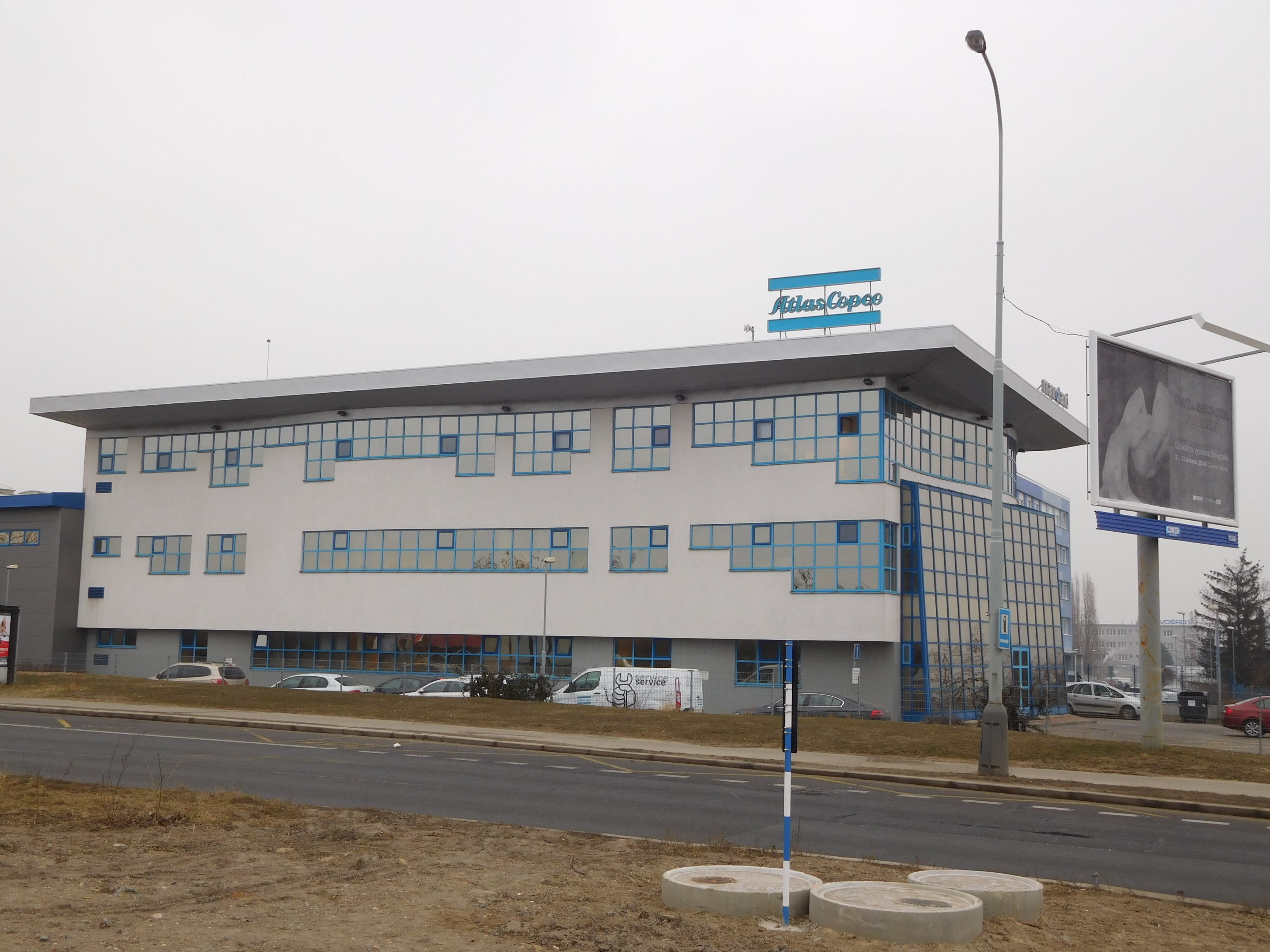
Pobočka Atlas Copco v Praze-Hostivaři

## Specializace
Kompresorová technika
Tato oblast vyrábí produkty pro ropný, plynárenský a zpracovatelský průmysl. Výrobky zahrnují zejména průmyslové kompresory, expanzní turbíny, procesní kompresory, systémy řízení stlačeného vzduchu a zařízení pro úpravu vzduchu a plynu.
Vakuová technika
Vakuová technologie byla oddělena od kompresorové technologie a stala se vlastní obchodní oblastí v roce 2017. Vyrábí vakuové systémy, mimo jiné pro zajištění čistého prostředí při výrobě například polovodičů.
Průmyslové systémy
Tato oblast vyrábí především montážní systémy, produkty zajišťující kvalitu, software a průmyslové nástroje pro průmysl, jako jsou vozidla, dílna a údržba a servis vozidel.
Stavební inženýrství
Tato divize vyrábí např. přenosné kompresory, generátory, kompaktory, stavební nástroje, lehké převody, čerpadla a asfaltovací zařízení.

## Generální ředitelé
Společnost Atlas-Copco a její předchůdci mají od svého založení v roce 1873 následující generální ředitele / manažery skupiny.
- 1873–1887: Eduard Fränckel
- 1887–1909: Oscar Lamm
- 1909–1940: Gunnar Jacobsson
- 1940–1957: Walter Wehtje
- 1957–1970: Kurt-Allan Belfrage
- 1970–1975: Erik Johnsson
- 1975–1991: Tom Wachtmeister
- 1991–1997: Michael Treschow
- 1997–2002: Giulio Mazzalupi
- 2002–2009: Gunnar Brock
- 2009–2017: Ronnie Leten
- 2017–současnost: Mats Rahmström

## Zajímavost
V roce 1984 firma poskytla výbavu australským paleontologům při expedici na lokalitu Dinosaur Cove. Nově objevený dinosaurus byl pak na počest firmy pojmenován Atlascopcosaurus.